# 社尾
社尾，是臺灣臺中市大甲區的一個傳統地域名稱，位於該區南半葉的北部。相較於今日行政區，其範圍大致包括江南里不含東部凸出部分東南角、德化里不含最北端及西部中段地區、奉化里不含東南部及西南端一小塊地、孟春里南部、太白里西南端、武曲里西北部邊界狹長地帶，以及大安區福住里最東端邊界地帶。

## 歷史
台灣清治末期，社尾地區為一街庄，稱為「社尾庄」，隸屬於苗栗三堡。該庄北與北汕庄、下大安庄、三十甲庄為鄰，東北與九張犁庄為鄰，東邊及南邊東段為頂店庄，南邊西段為營盤口庄、橫圳庄，西邊為松仔腳庄、頂腳踏庄。
1901年（日明治三十四年）11月，全台廢縣廳改設二十廳，該庄隸屬於苗栗廳。1903年（明治三十六年）6月，該庄編入「大甲區」，仍隸屬於苗栗廳。1909年（明治四十二年）10月，全台二十廳合併為十二廳，苗栗廳廢止，大甲區改隸屬於臺中廳。1920年（大正九年），全台地方制度大改正，該庄改制為「社尾」大字，隸屬於臺中州大甲郡大甲庄，大字下有「社尾」、「溪埔」小字名。1933年，大甲庄升格為大甲街。
戰後大甲街改制為大甲鎮，隸屬於臺中縣，大字亦改制為里。1950年10月，中、彰、投分治，大甲鎮隸屬不變。2010年12月，隨著臺中縣、市合併為直轄臺中市，大甲鎮改制為大甲區。

## 聚落
本地區發展較早的聚落為社尾，在日治期初期的官方地圖上已有記載。此外，本地區尚有溪埔仔、溪埔、紀厝等聚落。

## 交通
台鐵海線大致以東北—西南走向經過社尾地區東北部，境內未設站。北側最近的是日南車站，屬甲種簡易站，僅停靠區間車；南側最近的是大甲車站，屬二等站，各級列車均有停靠。由此等可前往台鐵沿線各站。
省道台1線（經國路）又稱「縱貫公路」，是台北至屏東楓港的台灣西部傳統平面幹道，大致以北北東—南南西走向轉東北東－西南西走向再轉北北東—南南西走向經過本地區東北部及南部邊界地帶。由該道路向北北東可前往苑裡、通霄、後龍、頭份等地，向南南西轉南繞過大甲市區，可前往清水、梧棲、龍井、大肚等地。
區道中10線（東西七路）是頂腳踏至大安溪口的道路，大致以西北西－東南東走向經過本地區北部。由該道路向西北西可前往頂腳踏、下腳踏北部邊界地帶並止於市道132號，向東南東可前往大安溪橋南側並止於省道台1線路口。
區道中14線（東西九路、賢仁路）是溫寮至社尾的道路，其東側端點位於本地區南部社尾聚落西北側的區道中13線路口。由此向西北西蜿蜒而行，出境後可前往頂腳踏南部、下腳踏、溫寮並止於區道中7線路口。
區道中13線（南北三路）是江南至大甲的道路，大致以東北東－西南西走向蜿蜒經過本地區中部。由該道路向東北東可前往下大安最東部並止於區道中8線路口，向西南西可前往營盤口、庄尾並止於市道132號路口。

## 學校
- 德化國小

## 文化資產
- 舊大安溪橋（歷史建築）